# Acuario de Melbourne
El Acuario de Melbourne (en inglés: Melbourne Aquarium) es un acuario localizado en el centro de la ciudad de Melbourne, Australia. Se encuentra a orillas del río Yarra, al lado y bajo el viaducto de la calle Flinders y el puente de la calle King.
Construido entre febrero de 1998 y diciembre de 1999, el edificio fue diseñado por los arquitectos de Peddle Thorp para parecerse a un barco amarrado en el río, y abrió sus puertas en enero de 2000. Fue diseñado para ser una estructura a nivel de la calle, y se extiende por hasta 7 metros (23 pies) por debajo de la superficie. 